# Östlig gulsydhake
Östlig gulsydhake (Eopsaltria australis) är en fågel i familjen sydhakar inom ordningen tättingar.

## Utseende och läte
Östlig gulsydhake är en liten och knubbig rödhakeliknande fågel med grå ovansida och bjärt gul undersida. Olikt blekgul sydhake har den mörkgrå tygel. Lätet består av en långsam och upprepad vissling. Även en dubblerad ljudlig kan höras.

## Utbredning och systematik
Östlig gulsydhake delas in i två underarter med följande utbredning:
- Eopsaltria australis chrysorrhos – förekommer i östra Australien (Cooktown i Queensland till Hunter River i New South Wales)
- Eopsaltria australis australis – förekommer i sydöstra Australien (centrala New South Wales till Victoria och sydöstra Australien)

## Levnadssätt
Östlig gulsydhake hittas i skogsområden. Den ses sitta på lågt hängande grenar och på trädstammar, varifrån den gör utfall ner på marken för att fånga byten.

## Status och hot
Arten har ett stort utbredningsområde och tros öka i antal. Internationella naturvårdsunionen IUCN listar den därför som livskraftig (LC).